# Mid-year Internationals 2009
Die Mid-year Internationals 2009 (auch als Summer Tests 2009 bezeichnet) waren eine vom 23. Mai bis zum 4. Juli 2009 stattfindende Serie von internationalen Rugby-Union-Spielen zwischen Mannschaften der ersten und zweiten Stärkeklasse.
Höhepunkt war die Tour der British and Irish Lions nach Südafrika 2009. Aus diesem Grund trugen die vier Home Nations weniger Spiele aus als sonst üblich. Als Vorbereitung darauf trat England gegen Argentinien an, während Wales durch Nordamerika reiste. Hinzu kamen die Touren Frankreichs gegen Neuseeland und Italiens gegen Australien.

## Ergebnisse

### Woche 1
| 23. Mai 2009 14:00 PTZ | Kanada                                | 6 : 25        | Irland | Thunderbird Stadium, Vancouver Zuschauer: 7.280 Schiedsrichter: Chris White (England) |
| 23. Mai 2009 14:00 PTZ | Straftritte: Pritchard (2/2) 38., 43. | (3:7) Bericht | Versuche: Murphy 18. erh. Whitten 63. erh. Buckley 69. n.erh. Erhöhungen: Keatley (2/3) Straftritte: Keatley (2/3) 57., 61. | Thunderbird Stadium, Vancouver Zuschauer: 7.280 Schiedsrichter: Chris White (England) |

### Woche 2
| 30. Mai 2009 14:45 ETZ | Kanada | 23 : 32        | Wales | York Stadium, Toronto Zuschauer: 8.450 Schiedsrichter: Matt Goddard (Australien) |
| 30. Mai 2009 14:45 ETZ | Versuche: Duke 42. erh. Fairhurst 57. erh. Erhöhungen: Pritchard (2/2) Straftritte: Pritchard (3/3) 9., 14., 31. | (9:16) Bericht | Versuche: Czekaj 16. erh. James 48. erh. Erhöhungen: Biggar (2/2) Straftritte: Biggar (6/6) 22., 28., 33., 52., 56., 72. | York Stadium, Toronto Zuschauer: 8.450 Schiedsrichter: Matt Goddard (Australien) |

| 30. Mai 2009 16:15 WESZ | England                                                       | 26 : 33        | Barbarians                                                    | Twickenham Stadium, London Zuschauer: 40.121 Schiedsrichter: Romain Poite (Frankreich) |
| 30. Mai 2009 16:15 WESZ | Versuche: Foden Turner-Hall May Banahan Erhöhungen: Goode (3) | (5:14) Bericht | Versuche: Balshaw (2) Jack Elsom D’Arcy Erhöhungen: Blair (4) | Twickenham Stadium, London Zuschauer: 40.121 Schiedsrichter: Romain Poite (Frankreich) |

| 31. Mai 2009 13:00 PTZ | Vereinigte Staaten                                                              | 10 : 27         | Irland | Buck Shaw Stadium, Santa Clara Zuschauer: 10.000 Schiedsrichter: Chris White (England) |
| 31. Mai 2009 13:00 PTZ | Versuche: Suniula 65. erh. Erhöhungen: Malifa (1/1) Dropgoals: Malifa (1/1) 63. | (10:13) Bericht | Versuche: Casey 13. n.erh. Whitten 40.+2 n.erh. Strafversuch 53. erh. Best 70. erh. Erhöhungen: Keatley (2/4) Straftritte: Keatley (1/2) 24. | Buck Shaw Stadium, Santa Clara Zuschauer: 10.000 Schiedsrichter: Chris White (England) |

### Woche 3
| 6. Juni 2009 13:00 CTZ | Vereinigte Staaten                                                                                           | 15 : 48        | Wales | Toyota Park, Bridgeview Zuschauer: 6.264 Schiedsrichter: Matt Goddard (Australien) |
| 6. Juni 2009 13:00 CTZ | Versuche: Tuilevuka 53. erh. Gagiano 80. n.erh. Erhöhungen: DeBartolo (1/2) Straftritte: DeBartolo (1/1) 13. | (3:27) Bericht | Versuche: M. Jones 15. erh. Davies (2) 21. erh., 79. erh. Strafversuch 35. erh. James 62. erh. Cooper 70. erh. Erhöhungen: Robinson (3/3) James (1/1) Biggar (2/2) Straftritte: Robinson (2/2) 9., 11. | Toyota Park, Bridgeview Zuschauer: 6.264 Schiedsrichter: Matt Goddard (Australien) |

| 6. Juni 2009 16:00 WESZ | England | 37 : 15        | Argentinien                                                                   | Old Trafford, Manchester Zuschauer: 40.521 Schiedsrichter: Christophe Berdos (Frankreich) |
| 6. Juni 2009 16:00 WESZ | Versuche: Banahan 25. erh. Armitage (2) 59. erh., 79. n.erh. Erhöhungen: Goode (3/3) Straftritte: Goode (4/7) 21., 44., 54. Dropgoals: Goode (2/3) 17., 36. | (19:9) Bericht | Straftritte: Hernández (4/6) 29., 38., 48., 51. Dropgoals: Hernández (1/1) 1. | Old Trafford, Manchester Zuschauer: 40.521 Schiedsrichter: Christophe Berdos (Frankreich) |

| 6. Juni 2009 19:30 AEST | Australien                                                                                                | 55 : 7         | Barbarians                              | Sydney Football Stadium, Sydney Zuschauer: 39.688 Schiedsrichter: Stuart Dickinson (Australien) |
| 6. Juni 2009 19:30 AEST | Versuche: Mitchell (2) Horwill Giteau Moore Alexander Pocock O’Connor Erhöhungen: Giteau (4) Mortlock (2) | (20:7) Bericht | Versuche: Balshaw Erhöhungen: McAlister | Sydney Football Stadium, Sydney Zuschauer: 39.688 Schiedsrichter: Stuart Dickinson (Australien) |

### Woche 4
| 13. Juni 2009 16:10 ART | Argentinien | 24 : 22        | England                                                                                            | Estadio Padre Ernesto Martearena, Salta Zuschauer: 24.000 Schiedsrichter: Alan Lewis (Irland) |
| 13. Juni 2009 16:10 ART | Versuche: Leguizamón 2. n.erh. Camacho 42. erh. Erhöhungen: Hernández (1/2) Straftritte: Hernández (3/3) 14., 19., 23. Dropgoals: Hernández (1/1) 70. | (14:3) Bericht | Versuche: Banahan 77. erh. Erhöhungen: Goode (1/1) Straftritte: Goode (5/5) 7., 46., 50., 56., 69. | Estadio Padre Ernesto Martearena, Salta Zuschauer: 24.000 Schiedsrichter: Alan Lewis (Irland) |

| 13. Juni 2009 19:30 AEST | Australien | 31 : 8         | Italien                                                        | Canberra Stadium, Canberra Zuschauer: 22.468 Schiedsrichter: Romain Poite (Frankreich) |
| 13. Juni 2009 19:30 AEST | Versuche: O’Connor (3) 3. n.erh., 28. n.erh., 58. erh. Giteau 33. erh. Mortlock 47. erh. Erhöhungen: Giteau (3/5) | (17:3) Bericht | Versuche: Robertson 42. n.erh. Straftritte: McLean (1/1) 40.+1 | Canberra Stadium, Canberra Zuschauer: 22.468 Schiedsrichter: Romain Poite (Frankreich) |

| 13. Juni 2009 19:35 NZST | Neuseeland                                                                               | 22 : 27         | Frankreich | Carisbrook, Dunedin Zuschauer: 32.000 Schiedsrichter: George Clancy (Irland) |
| 13. Juni 2009 19:35 NZST | Versuche: Messam 40. n.erh. Nonu 75. n.erh. Straftritte: Donald (4/5) 12., 39., 49., 57. | (11:17) Bericht | Versuche: Trinh-Duc 17. erh. Servat 27. erh. Médard 70. erh. Erhöhungen: Dupuy (3/3) Straftritte: Dupuy (2/3) 3., 66. | Carisbrook, Dunedin Zuschauer: 32.000 Schiedsrichter: George Clancy (Irland) |

### Woche 5
| 20. Juni 2009 15:00 SAST | Südafrika | 26 : 21        | British and Irish Lions                                                             | Kings Park Stadium, Durban Zuschauer: 47.813 Schiedsrichter: Bryce Lawrence (Neuseeland) |
| 20. Juni 2009 15:00 SAST | Versuche: Smit 5. erh. Brüssow 46. erh. Erhöhungen: Pienaar (2/2) Straftritte: Pienaar (3/4) 9., 31., 34. F. Steyn (1/2) 19. | (19:7) Bericht | Versuche: Croft (2) 23. erh., 68. erh. Philipps 75. erh. Erhöhungen: S. Jones (3/3) | Kings Park Stadium, Durban Zuschauer: 47.813 Schiedsrichter: Bryce Lawrence (Neuseeland) |

| 20. Juni 2009 16:00 ART | Argentinien | 32 : 18        | French Barbarians                                                                                             | Estadio José Amalfitani, Buenos Aires Schiedsrichter: Federico Cuesta (Argentinien) |
| 20. Juni 2009 16:00 ART | Versuche: Leguizamón 40. n.erh. Fernández 41. n.erh. Camacho 63. erh. Erhöhungen: Hernández (1/3) Straftritte: Hernández (5) 6., 16., 19., 23., 28. | (20:3) Bericht | Versuche: Tomiki 52. erh. Gobelet 80. n.erh. Erhöhungen: Mélé (1/2) Straftritte: Mélé 44. Dropgoals: Mélé 25. | Estadio José Amalfitani, Buenos Aires Schiedsrichter: Federico Cuesta (Argentinien) |

| 20. Juni 2009 19:35 NZST | Neuseeland                                                                       | 14 : 10       | Frankreich                                                                         | Westpac Stadium, Wellington Zuschauer: 29.394 Schiedsrichter: Marius Jonker (Südafrika) |
| 20. Juni 2009 19:35 NZST | Versuche: Nonu 25. n.erh. Straftritte: Donald (2/4) 39., 56. McAlister (1/1) 65. | (8:0) Bericht | Versuche: Heymans 44. erh. Erhöhungen: Dupuy (1/1) Straftritte: Yachvili (1/2) 67. | Westpac Stadium, Wellington Zuschauer: 29.394 Schiedsrichter: Marius Jonker (Südafrika) |

| 20. Juni 2009 20:00 AEST | Australien | 34 : 12        | Italien                                     | Docklands Stadium, Melbourne Zuschauer: 20.280 Schiedsrichter: Dave Pearson (England) |
| 20. Juni 2009 20:00 AEST | Versuche: Polota-Nau 10. n.erh. Cross 25. erh. Ashley Cooper (2) 38. n.erh, 75. erh. Turner 69. erh. Erhöhungen: O’Connor (2/4) Barnes (1/1) Straftritte: O’Connor (1/1) 23. | (20:6) Bericht | Straftritte: McLean (4/6) 2., 30., 45., 62. | Docklands Stadium, Melbourne Zuschauer: 20.280 Schiedsrichter: Dave Pearson (England) |

### Woche 6
| 27. Juni 2009 15:00 SAST | Südafrika | 28 : 25        | British and Irish Lions | Loftus Versfeld Stadium, Pretoria Zuschauer: 52.000 Schiedsrichter: Christophe Berdos (Frankreich) |
| 27. Juni 2009 15:00 SAST | Versuche: Pietersen 12. n.erh. Habana 63. erh. Fourie 74. erh. Erhöhungen: M. Steyn (2/2) Straftritte: F. Steyn (1/2) 40.+1 M. Steyn (2/2) 80.+1 | (8:16) Bericht | Versuche: Kearney 7. erh. Erhöhungen: S. Jones (1/1) Straftritte: S. Jones (5/5) 2., 15., 59., 65., 76. Dropgoals: S. Jones (1/1) 35. | Loftus Versfeld Stadium, Pretoria Zuschauer: 52.000 Schiedsrichter: Christophe Berdos (Frankreich) |

| 27. Juni 2009 19:35 NZST | Neuseeland | 27 : 6         | Italien                         | AMI Stadium, Christchurch Zuschauer: 19.000 Schiedsrichter: George Clancy (Irland) |
| 27. Juni 2009 19:35 NZST | Versuche: Rokocoko 23. erh. Ross 56. erh. Whitelock 68. erh. Erhöhungen: McAlister (3/3) Straftritte: McAlister (2/2) 8., 27. | (13:3) Bericht | Versuche: McLean (2/4) 32., 54. | AMI Stadium, Christchurch Zuschauer: 19.000 Schiedsrichter: George Clancy (Irland) |

| 27. Juni 2009 20:05 AEST | Australien                                                                                           | 22 : 6           | Frankreich                                                   | ANZ Stadium, Sydney Zuschauer: 43.588 Schiedsrichter: Dave Pearson (England) |
| 27. Juni 2009 20:05 AEST | Versuche: Giteau 17. erh. Erhöhungen: Giteau (1/1) Straftritte: Giteau (5/6) 26., 42., 45., 51., 55. | (10 : 3) Bericht | Straftritte: Beauxis (1/2) 20. Dropgoals: Yachvili (1/1) 60. | ANZ Stadium, Sydney Zuschauer: 43.588 Schiedsrichter: Dave Pearson (England) |

### Woche 7
| 4. Juli 2009 15:00 SAST | Südafrika                                   | 9 : 28         | British and Irish Lions | Ellis Park Stadium, Johannesburg Zuschauer: 58.318 Schiedsrichter: Stuart Dickinson (Australien) |
| 4. Juli 2009 15:00 SAST | Straftritte: M. Steyn (3/3) 12., 40.+1, 68. | (6:15) Bericht | Versuche: Williams (2/2) 25. n.erh., 33. erh. Monye 54. erh. Erhöhungen: S. Jones (2/3) Straftritte: S. Jones (3/4) 9., 72., 73. | Ellis Park Stadium, Johannesburg Zuschauer: 58.318 Schiedsrichter: Stuart Dickinson (Australien) |